# Corymica deducta
Corymica deducta är en fjärilsart som beskrevs av Walker 1866. Corymica deducta ingår i släktet Corymica och familjen mätare. Inga underarter finns listade i Catalogue of Life.